# 史进贤
史进贤（1915年—），男，山西武乡人，中华人民共和国政治人物，曾任青海省人大常委会副主任，中共青海省顾问委员会常委。